# Stiže Dampir
Dolazi Dampir je epizoda Dilan Doga objavljena u Srbiji premijerno u svesci #162. u izdanju Veselog četvrtka. Koštala je 270 din (2,3 €; 2,7 $). Imala je 94 strane.

## Originalna epizoda
Originalna epizoda pod nazivom Arriva il Dampyr objavljena je premijerno u #371. regularne edicije Dilana Doga u Italiji u izdanju Bonelija. Izašla je 28. jula 2017. Naslovnu stranicu je nacrato Điđi Kavenađo. Scenario su napisali Roberto Recchioni i Giulio Antonio Gualtieri, a nacrtala je Daniele Bigliardo. Koštala je 3,9 €.

## Prethodna i naredna epizoda
Prethodna sveska nosila je naziv Teror (#161), a naredna Belo i crno (#163).